# Chersadaula ochrogastra
Chersadaula ochrogastra is een vlinder uit de familie van de sikkelmotten (Oecophoridae). De wetenschappelijke naam van de soort is voor het eerst geldig gepubliceerd in 1923 door Edward Meyrick.
C. ochrogastra is de enige soort uit het monotypische geslacht Chersadaula. Ochrogastra verwijst naar het  geel-okerkleurige abdomen van het insect.
De soort werd ontdekt in Wellington (Nieuw-Zeeland). De wijfjes van C. ochrogastra zouden niet in staat zijn om te vliegen, wat volgens Meyrick een aanpassing was aan de plaatselijke winderige kust zonder schuilplaatsen; de bijnaam van Wellington is dan ook Windy Wellington.